# Фёге, Вильгельм
Вильгельм Фёге (нем. Wilhelm Vöge; 16 февраля 1868, Бремен — 30 декабря 1952, Балленштедт) — немецкий историк искусства.

## Биография
Вильгельм Фёге первые пять лет своей жизни провёл в Бремене, затем четыре года жил в Детмольде, земли Северный Рейн-Вестфалия. После того, как семья переехала в Ганновер, он посещал там лицей, который окончил в 1886 году. Вильгельм Фёге изучал историю искусства с 1886 года в Лейпциге и Бонне и продолжил обучение в Университете кайзера Вильгельма (Kaiser-Wilhelm-Universität; ныне Страсбургский университет), где в 1891 году получил докторскую степень по истории книжной миниатюры времени первых Оттонов (X—XIV века). В 1895 году он закончил свою докторскую диссертацию по творчеству Рафаэля и Донателло. Изучал происхождение скульптуры собора в Реймсе и истоки готического стиля. Он написал выдающуюся книгу: «У истоков средневекового монументального стиля» (вариант перевода: «Зарождение монументального стиля в Средние века»; 1894). В 1897—1910 годах Фёге был куратором отдела скульптуры Берлинских музеев, руководимых Вильгельмом фон Боде.
В 1909 году Фёге был назначен на созданную при его участии кафедру истории искусств в Университете Фрайбурга-им-Брайсгау. После бомбардировки Реймского собора немцами в 1914 году, потрясённый этой трагедией и вандализмом своих соотечественников, Вильгельм Фёге попал в психиатрическую лечебницу и смог вернуться к полноценной работе только в 1930 году. В 1917 году он удалился в Балленштедт в горах Гарца.
В 1928 году Фёге был избран членом-корреспондентом Гёттингенской академии наук.
Жермен Базен, анализируя научное творчество Фёге, привёл высказывание Луи Гродецки, специалиста по французскому средневековью:

«Фёге написал книгу „У истоков монументального стиля“ в двадцатилетнем возрасте, после того, как им был выпущен замечательный труд об оттоновской миниатюре; вслед за этим он поступил на работу в Берлинский музей, где трудился бок о бок с Вильгельмом Боде и подготовил прекрасные каталоги скульптур и художественных изделий средневековья. Начиная с 1908 года Фёге преподаёт во Фрайбурге; ученики хранят память о нём как о фанатично увлечённом и гениальном учителе. В то время он готовил второй том исследования о готической скульптуре, целиком посвящённый Реймсскому собору (в 1914 и 1915 годах вышли в свет несколько фрагментов этого труда). Однако разразившаяся в 1914 году война и в особенности бомбардировка Реймсского собора, который оказался объят пламенем, нанесли столь серьёзный ущерб как психическому, так и физическому состоянию Фёге, что он был вынужден оставить преподавание и прервать научную работу».

 Однако поздние работы Фёге, по мнению его коллег, намного слабее ранних, созданных до болезни.
В 1952 году Фёге скончался. Его могила находится на кладбище Земельной школы Пфорта в Шульпфорте (Landesschule Pforta in Schulpforte) в Наумбурге.
Фёге завещал свои рукописи и архив Государственному управлению охраны памятников Саксонии-Анхальт в Галле, а библиотеку, произведения искусства и фотографии — Институту истории искусств во Фрайбурге-им-Брайсгау. Ныне всё научное наследие Фёге хранится в архиве Вильгельма Фёге Института истории искусств Фрайбургского университета (Wilhelm-Vöge-Archiv des Kunsthistorischen Instituts der Universität Freiburg).
Среди учеников Фёге был Эрвин Панофский, одним из его коллег во Фрайбурге — Вальтер Фридлендер.

## Основные публикации
- Немецкая школа живописи на рубеже первого тысячелетия: критические исследования истории живописи в Германии X и XI веков (Eine deutsche Malerschule um die Wende des ersten Jahrtausends: Kritische Studien zur Geschichte der Malerei in Deutschland im 10. und 11. Jahrhunderts, Lintz, Trier 1891)

- У истоков средневекового монументального стиля, или Зарождение монументального стиля в средние века (Die Anfänge des monumentalen Stiles im Mittelalter. Nachdruck der Ausgabe Straßburg 1894, mit dem Essay «Wilhelm Vöge» von Erwin Panofsky. München: Mäander Verlag, 1988. ISBN 3-88219-311-5)

- Рафаэль и Донателло — вклад в историю развития итальянского искусства (Raffael und Donatello — ein Beitrag zur Entwicklungsgeschichte der italienischen Kunst, Heitz, Strassburg, 1896)

- Йорг Сирлин Старший и его скульптуры (Jörg Syrlin der Ältere und seine Bildwerke. Bd. II: Stoffkreis und Gestaltung. Berlin, 1950)

- Скульптор средневековья. Сборник исследований. С предисловием Эрвина Панофского (Bildhauer des Mittelalters. Gesammelte Studien. Mit einem Vorw. von Erwin Panofsky. Berlin: Mann, 1958; 1995. ISBN 3-7861-1800-0)